# Jean-Baptiste Paget-Pontus
Pour les articles homonymes, voir Paget.
Jean-Baptiste Paget, dit Paget-Pontus, né le 1er janvier 1798 à Auxonne ou il est mort le 10 février 1880, est un collectionneur et poète français.

## Biographie
Né le 12 Nivôse de l'an VI, de même que son frère jumeau Jean-Claude (1798-1876), Jean-Baptiste Paget est le fils de Thérèse Grandperrin (1759-18..) et de Claude-Philippe Paget (1757-1812), bourrelier à Auxonne.
Dans les années 1820, Jean-Baptiste et son frère jumeau travaillent comme selliers à Dôle, tandis que leur frère aîné, également prénommé Jean-Baptiste (1784-1870), exerce la même activité à Auxonne.
Jean-Baptiste Paget s'établit par la suite à Lyon. Devenu commis-négociant, il y épouse une marchande de nouveautés, Gabrielle Pontus (1802-1871), le 17 février 1844. Après cette union, il se fait appeler « Paget-Pontus ».
Poète amateur, il est remarqué à ce titre par Joseph Bard. Ce dernier publie dès 1843 quelques vers du long poème que Paget a consacré au siège de Saint-Jean-de-Losne, et écrit au sujet de leur auteur : « Il y a, à Lyon, un homme qui, depuis l'âge de douze ans, s'est livré exclusivement à des travaux mécaniques : cet homme modeste et si heureusement doué de l'instinct et du sens poétiques, a senti parfois le besoin de mettre une forme à cette poésie qui le travaillait au-dedans de lui, de donner issue à cette voix intime qui chantait sans rythme arrêté dans son cœur. Et il a pris sur le sommeil de ses nuits pour trouver l'art qu'il n'avait pas appris, mais qu'il devinait, c'est-à-dire la forme. Son nom est J.-B. Paget ». 
En 1873, Paget-Pontus fera publier un florilège de ses œuvres en vers, intitulé Mes loisirs, ainsi qu'un curieux poème en dix livraisons inspiré de textes crépitologiques du XVIIIe siècle tels que L'Art de péter et le manifeste des francs-péteurs de Caen. Il fera également don de 34 volumes manuscrits de poésies et de notes à la bibliothèque de sa ville natale.
Collectionneur, Paget-Pontus est le fondateur du musée d'Auxonne (musée Bonaparte (d)), inauguré le 15 août 1863, auquel il a donné plusieurs tableaux et dont il deviendra le premier conservateur.

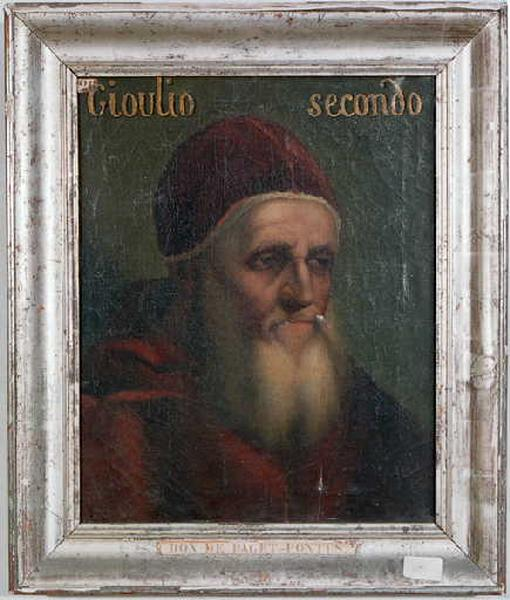
Copie du Portrait du pape Jules II donnée par Paget au musée d'Auxonne en 1863
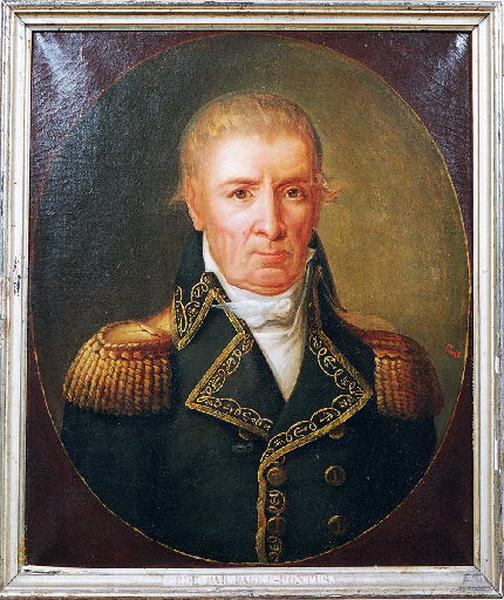
Portrait de Jean-François Landolphe donné par Paget au musée d'Auxonne avant 1870

Revenu depuis les années 1860 à Auxonne, où il mène une vie de rentier et exerce les fonctions de bibliothécaire, Jean-Baptiste Paget meurt le 10 février 1880, en son domicile du no 2 de la rue des Casernes.

### Œuvres de Paget-Pontus
- Les Francs-Péteurs, poème en 10 livraisons, Auxonne, 1873, 48 p. (consultable en ligne sur Gallica).
- Mes loisirs, Auxonne, 1873, 445 p. (consultable en ligne sur Gallica).